# ぴゅあぴゅあはーと
「ぴゅあぴゅあはーと」は、放課後ティータイムの楽曲。同グループ通算6枚目のシングルとして2010年6月2日にポニーキャニオンから発売された。

## 概要
TBS系列で放送のテレビアニメ『けいおん!!』（アニメ第2期）の劇中歌シングル。『けいおん!!』第7話「お茶会!」にて軽音部のメンバーによって演奏された楽曲で、同日のCMにてCD化が発表された。CMに使われたのはテレビ用のミックスであり、CM中にも使われているのがテレビ用の音源であるテロップが小さく表示されている。
第1期でリリースされた挿入歌シングル「ふわふわ時間」と同様のトラック構成で、表題曲「ぴゅあぴゅあはーと」の各パート（ギター、ベース、キーボード、ドラムス）毎のマイナスワン・バージョンが収録されている。放課後ティータイムの楽曲は澪と紬によって作られている設定であるが、「ぴゅあぴゅあはーと」も例外ではなく、第7話のエンディングスタッフロールでは作詞：秋山澪、作曲：琴吹紬と表示されている。
2010年6月6日付のオリコン・シングルデイリーチャートにて1位となった。アニメの劇中歌シングルがデイリーチャート1位になるのは初めてで、同年6月14日付のウィークリーチャートでは初登場4位になったのを始め、『ミュージックステーション』（2010年6月4日放送）のシングルランキングでも7位を獲得した。

## 収録曲
1. ぴゅあぴゅあはーと [4:32]
作詞：稲葉エミ、作曲・編曲：前澤寛之
ヴォーカル：秋山澪 コーラス：平沢唯
テレビアニメ『けいおん!!』第7話挿入歌
2. 桜が丘女子高等学校校歌[Rock Ver.] [2:53]
作詞・作曲：桜高同窓会、編曲：百石元
ヴォーカル：平沢唯・秋山澪・田井中律・琴吹紬・中野梓
第1話で使用された挿入歌「桜が丘女子高等学校校歌」のロックバージョン。原曲バージョンは『K-ON!! ORIGINAL SOUND TRACK Vol.2』に収録。
前挿入歌シングルのカップリング「翼をください」と同様、1人ずつボーカルを執っている。歌っている順番は、律（イントロでのカウントも）→紬→梓→澪→全員→唯→全員である。
3. ぴゅあぴゅあはーと（Instrumental）
4. 桜が丘女子高等学校校歌[Rock Ver.]（Instrumental）
5. ぴゅあぴゅあはーと（Instrumental【-Guitar1】）
6. ぴゅあぴゅあはーと（Instrumental【-Guitar2】）
7. ぴゅあぴゅあはーと（Instrumental【-Keyboard】）[注釈 1]
8. ぴゅあぴゅあはーと（Instrumental【-Bass】）
9. ぴゅあぴゅあはーと（Instrumental【-Drums】）

## 収録アルバム
| 曲名                              | 収録アルバム                  | 発売日         | 備考                                                                          |
| --------------------------------- | ----------------------------- | -------------- | ----------------------------------------------------------------------------- |
| ぴゅあぴゅあはーと                | 『放課後ティータイムII』      | 2010年10月27日 | 2ndオリジナルアルバム                                                         |
| ぴゅあぴゅあはーと                | 『K-ON! MUSIC HISTORY'S BOX』 | 2013年3月20日  | CD-BOX、ディスク4『放課後ティータイムII（Studio Mix）』                       |
| 桜が丘女子高等学校校歌[Rock Ver.] | 『K-ON! MUSIC HISTORY'S BOX』 | 2013年3月20日  | CD-BOX、ディスク2『劇中歌Sg・Al「放課後ティータイム in MOVIE」・DEATH DEVIL』 |